# Igor Prado
Igor Prado é um guitarrista brasileiro de blues. Seu som é influenciado por guitarristas de blues dos anos 1950 e 1960, como Albert King, Blind Willie Johnson e Chuck Berry.

## Biografia
Em 2015, com sua Igor Prado Band, gravou o álbum "Way Down South", que tornou-se o 1º CD de um músico sul-americano a atingir o topo da parada musical "Living Blues Chart", que controla as execuções em mais de 80 programas de rádio nos EUA.

## Festivais
| Ano       | Festival                    | País      | Ref.        |
| --------- | --------------------------- | --------- | ----------- |
|           | Waterfront Blues Festival   | EUA       | [ 2 ]       |
|           | Doheny Blues Festival       | EUA       | [ 3 ]       |
|           | Byronbay Festival           | Austrália | [ 3 ]       |
| 2015      | Blues Cazorla               | Espanha   | [ 3 ]       |
| 2017      | Gaildorf Blues Fest         | Alemanha  | [ 3 ]       |
| 2011/2018 | Rio das Ostras Jazz & Blues | Brasil    | [ 4 ] [ 5 ] |

## Discografia
| Ano                | Abum                                    | Artista Convidado |
| ------------------ | --------------------------------------- | ----------------- |
| 2007 - Upside Down | Upside Down                             |                   |
| 2010               | Watch Me Move!                          |                   |
| 2012               | Blues & Soul Sessions                   |                   |
| 2016               | The Soul Connection                     | Raphael Wressnig  |
| 2010               | Brazilian Kicks (Lynwood Slim)          | Igor Prado Band   |
| 2015               | Way Down South (Delta Groove All Stars) | Igor Prado Band   |

## Desempenho nas paradas musicais
| Ano  | Álbum          | Parada Musical     | Posição | Ref.  |
| ---- | -------------- | ------------------ | ------- | ----- |
| 2015 | Way Down South | Living Blues Chart | 1       | [ 1 ] |

## Prêmios e indicações
| Ano  | Prêmio                    | Categoria             | Trabalho       | Resultado | Ref.  |
| ---- | ------------------------- | --------------------- | -------------- | --------- | ----- |
| 2016 | 37th Memphis Blues Awards | Best New Artist Album | Way Down South | Indicado  | [ 6 ] |